# Egozentrismus
Egozentrismus bezeichnet die Haltung eines Menschen, der seine eigene Person als das Zentrum allen Geschehens betrachtet und alle Ereignisse von seinem eigenen Standpunkt und von seiner eigenen Perspektive aus bewertet.

## Beschreibung
Egozentrismus (oder Egozentrizität) ist ein entwicklungspsychologischer Begriff und geht vor allem auf Piaget zurück. Der Egozentrismus ist eine v. a. kindlich-kognitive Geisteshaltung, die davon ausgeht, dass der eigenen, subjektiven Sicht ein objektiver Status zukommt. Dies ist nicht mit einer reflektierten Selbstverliebtheit (Egoismus) und nur bedingt mit Freuds Narzissmus gleichzusetzen. Das egozentristische Kind ist kognitiv nicht in der Lage, diese Weltsicht einzusehen, da es gar keine Vorstellung seines eigenen Ich besitzt. Das Kind stellt sich als die Welt vor, es ist die Welt. Die Entwicklung eines wahrhaftigen Selbstbewusstseins geht also mit der Sozialisation und der Erkenntnis der Subjektivität einher.
Egozentrismus zeigt sich am klarsten beim Baby, das nicht einmal die eigenen Hände und Füße als zu ihm gehörig empfindet. Gegenstände existieren nicht, wenn sie außerhalb des Gesichtsfeldes sind. Egozentristisches Denken besteht während der gesamten Kindheit. Andere Gesichtspunkte als die eigenen werden nicht begriffen. Eigene Wünsche, Befürchtungen und Sehnsüchte werden aufgrund dessen in die Umwelt projiziert, was nach Ansicht Piagets zu magischen Geisteshaltungen und Ritualen führt.
Der Egozentrismus beim Kinde äußert sich nach Piaget in drei Unterformen: Realismus (Philosophie), Animismus und Artifizialismus.

## Abgrenzung zu anderen Fachgebieten
Das Attribut egozentrisch bezieht sich auf verschiedene Begriffe: Zum einen auf den oben dargestellten entwicklungspsychologischen Egozentrismus, zum anderen auf einen egozentrischen Charakter (Egozentrik) als Fachbegriff der Persönlichkeitspsychologie. Zudem wird in der philosophischen und soziologischen Literatur der Begriff Egozentrismus auch für eine umfassendere Form von Egoismus verwendet.